# Lão Tử

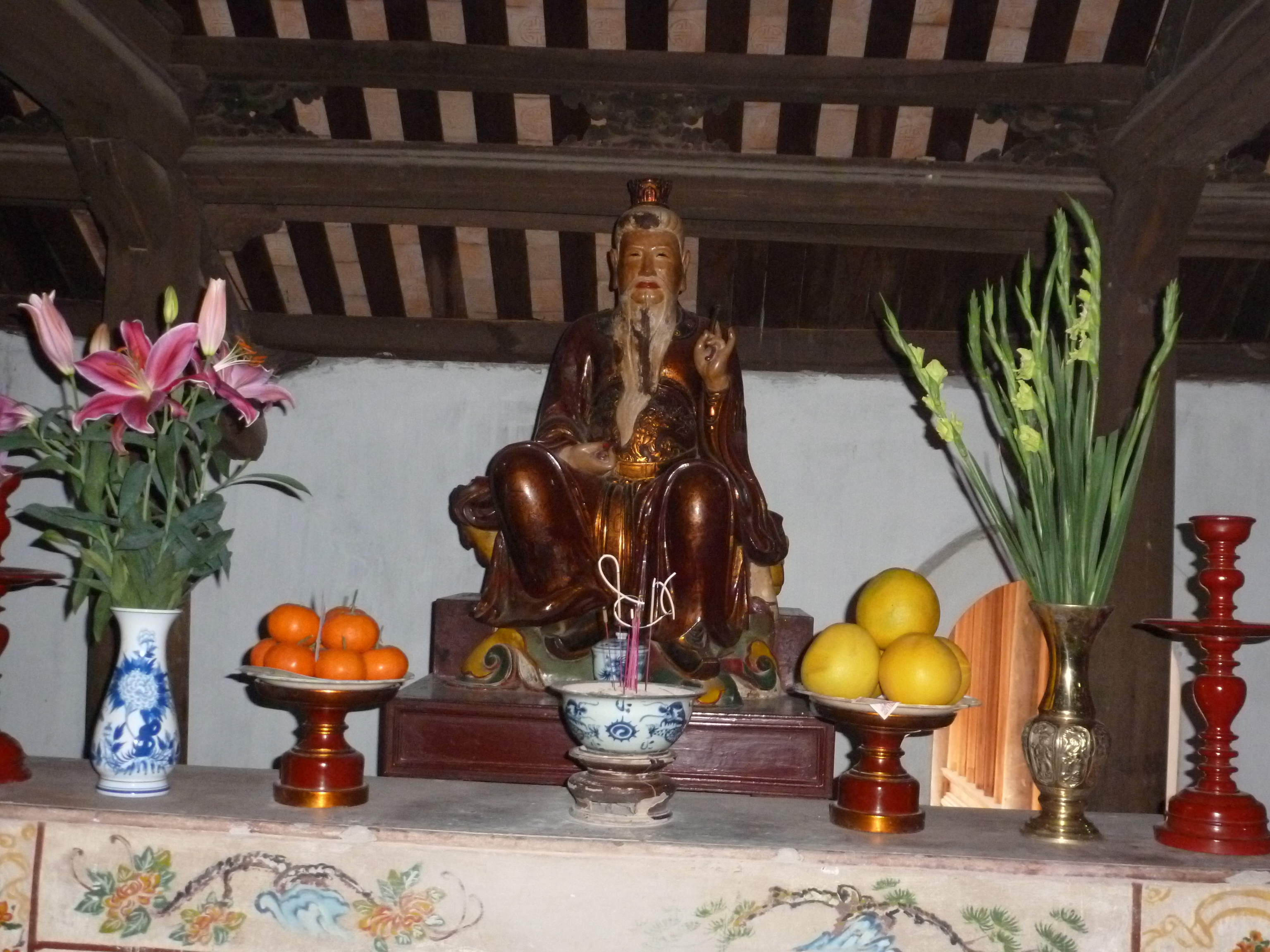
Tượng Lão Tử, Thái thượng lão quân chùa Bổ Đà Việt Nam

Lão Tử (chữ Hán: 老子, bính âm: Lăozi) (580 TCN - 500 TCN) là một nhân vật chính yếu trong Triết học Trung Quốc; sự tồn tại của ông trong lịch sử hiện vẫn đang còn được tranh cãi. Theo truyền thuyết Trung Quốc, ông sống ở thế kỷ VI TCN. Nhiều học giả hiện đại cho rằng ông sống ở thế kỉ IV TCN, thời Bách gia chư tử, khoảng giữa thời kỳ Xuân Thu và đầu thời kỳ Chiến Quốc. Lão Tử được coi là người viết Đạo đức kinh (道德經) - cuốn sách của Đạo giáo có ảnh hưởng lớn, và ông được công nhận là Khai tổ của Đạo giáo (Đạo tổ 道祖), là một trong ba tôn giáo có ảnh hưởng mạnh đến văn hóa Trung Hoa, hay còn gọi là Tam giáo.

## Tên gọi

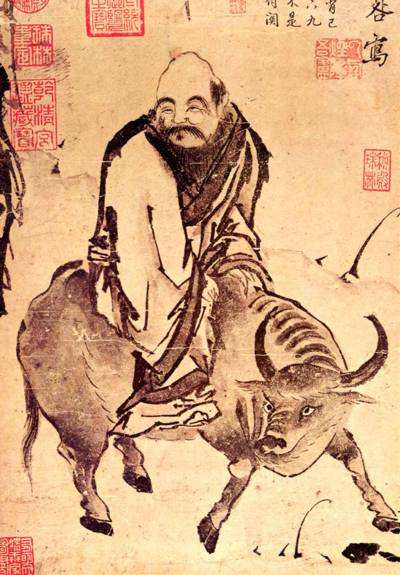
Hình vẽ về Lão Tử cưỡi trâu rời Trung Hoa

Cái tên "Lão Tử" là danh xưng kính trọng. Lão (老) có nghĩa "đáng tôn kính" hay "già". Tử (子) nghĩa là thầy. Vì thế, "Lão Tử" có thể được dịch tạm thành "bậc thầy cao tuổi".
Tên riêng của Lão Tử có thể là Lý Nhĩ (李耳), tên tự của ông có thể là Bá Dương (伯陽), và tên thụy của ông là Đam, (聃) có nghĩa là "Tai dài".
Lão Tử cũng được gọi là:
- Lão Đam (老聃)
- Lão Quân (老聃)
  - Lý Lão Quân (李老君)
  - Đạo Đức Thiên Tôn (道德天尊)
  - Thái Thượng Lão Quân (太上老君)
- Thái Thượng Đạo Tổ
- Lão Tử Đạo Quân (老子道君)
- Huyền Đô đại lão gia

Dưới thời Nhà Đường họ Lý, để tạo mối liên hệ với Lão Tử, coi ông là tổ tiên của Hoàng gia, truy phong làm hoàng đế. Đời Đường Cao Tông tôn là Thái Thượng Huyền Nguyên hoàng đế (太上玄元皇帝), đến đời Đường Huyền Tông lại gia phong là Đại Thánh tổ Cao thượng Đại đạo Kim khuyết Huyền nguyên Thiên hoàng Đại đế (大聖祖高上大道金闕玄元天皇大帝).

## Cuộc đời
Người ta biết được rất ít về cuộc đời Lão Tử. Sự hiện diện của ông trong lịch sử cũng như việc ông viết cuốn "Đạo Đức Kinh" đang bị tranh cãi rất nhiều. Lão Tử (571 TCN - 471 TCN) đã trở thành một nhân vật văn hóa quan trọng đối với các thế hệ người Trung Quốc tiếp sau. Truyền thuyết cho rằng ông sinh ra ở huyện Khổ (苦縣) nước Sở (楚), hiện nay là Lộc Ấp (鹿邑) thuộc tỉnh Hà Nam, trong những năm cuối thời Xuân Thu. Một số truyền thuyết nói rằng khi sinh ra tóc ông đã bạc trắng, vì ông đã nằm trong bụng mẹ 70 năm rồi mới ra đời, điều này giải thích cho cái tên của ông, có thể được dịch thành "bậc thầy già cả".

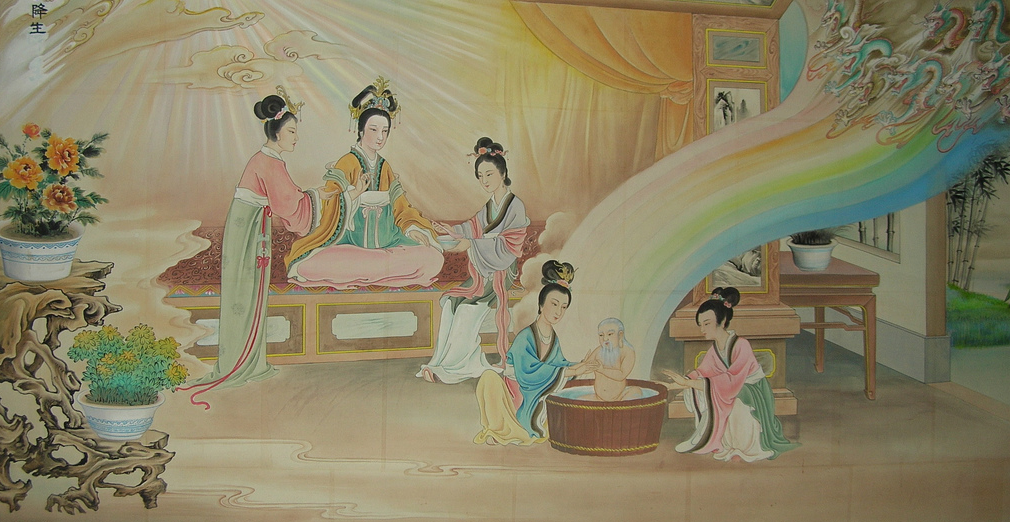
Lão Tử dị tướng ngay từ khi mới sinh ra

Theo truyền thống, và một tiểu sử gồm cả trong cuốn sử của Tư Mã Thiên, Lão Tử là người cùng thời nhưng lớn tuổi hơn Khổng Tử và làm quan giữ sách trong thư viện triều đình nhà Chu. Khổng Tử đã có ý định hay đã tình cờ gặp ông ở nước Chu, gần nơi hiện nay là Lạc Dương, nơi Khổng Tử định đọc các cuốn sách trong thư viện. Theo những câu chuyện đó, trong nhiều tháng sau đó, Khổng Tử và Lão Tử đã tranh luận về lễ nghi và phép tắc, vốn là những nền tảng của Khổng giáo. Lão Tử cho rằng việc khôi phục lễ giáo thời nhà Chu của Khổng Tử để giúp thiên hạ thái bình là không thực dụng. Truyền thuyết Đạo giáo kể rằng những cuộc tranh luận đó có ích cho Khổng Tử nhiều hơn so với những gì có trong thư viện.
Sau này, Lão Tử nhận thấy rằng chính sự của đất nước đang tan rã và quyết định ra đi. Ông cưỡi trâu đi về phía Tây qua nước Tần và từ đó biến mất ở sa mạc rộng lớn. Truyền thuyết kể rằng, có một người gác cửa tên Doãn Hỉ ở cửa phía tây của ải Hàm Cốc thuyết phục Lão Tử viết lại những hiểu biết của mình trước khi đi vào sa mạc. Cho tới lúc ấy, Lão Tử mới chỉ nói ra các triết thuyết của ông mà thôi, và giống như trường hợp của Chúa Giêsu, Phật Thích Ca, và Khổng Tử (những cuốn văn tuyển của họ hầu như được hoàn thành bởi các đệ tử). Theo yêu cầu của người lính đó, Lão Tử đã viết để lại cuốn "Đạo Đức Kinh". Nhiều cuốn ghi chép và bức tranh về Lão Tử còn lại đến ngày nay, thường thể hiện ông là một người già hói đầu với một chòm râu trắng hay đen và rất dài; ông thường cưỡi một con trâu.
Một số vấn đề vẫn còn được tranh luận về cuộc đời Lão Tử gồm:
- Những tranh cãi đã nổ ra về việc "Lão Tử" là một bút danh của Đam, Thái sử Đam (太史儋); hay một ông già từ Lai, một quận thuộc nước Tề (齊); hay một nhân vật lịch sử nào đó.
- Cũng có người tin rằng "Đạo Đức Kinh" được viết như một cuốn sách hướng dẫn dành cho các vị vua về việc họ phải cai trị đất nước như thế nào theo một cách thức tự nhiên hơn: "Cai trị bằng cách không cai trị". Điều này có thể thấy trong nhiều đoạn trong "Đạo Đức Kinh", khi nói rằng: "Không tán dương người quyền quý thì người dân không tranh tụng" và "Không đề cao giá trị đồ quý thì người dân không tranh cướp" và "Dân chúng đói khổ là kết quả của thuế nặng. Vì thế, không có nạn đói".

## Đạo giáo
Tác phẩm của Lão Tử, cuốn Đạo Đức Kinh, là một trong những cuốn chuyên luận đáng chú ý nhất trong lịch sử triết học Trung Quốc. Nó được cho là kiệt tác của ông, đụng chạm tới nhiều vấn đề của triết học trong quan hệ giữa con người và thiên nhiên, "người thuận theo đất, đất thuận theo trời, trời thuận theo Đạo, Đạo thuận theo tự nhiên", rằng con người cần sống đúng với quy luật của tự nhiên.
Giống với những lý lẽ phản đối do Plato đưa ra trong cuốn Cộng hòa về nhiều hình thái chính phủ, Lão Tử chỉ ra rằng các luật lệ để chuẩn hóa và cai trị chỉ dẫn tới một xã hội khó kiểm soát hơn. Lão Tử nói "Nếu dân không sợ chết, dọa họ chết có ích gì", người ta có thể hiểu rằng nếu đặt ra quá nhiều luật lệ hà khắc để bắt nhân dân tuân phục nhưng trong tâm của họ không phục thì sẽ gây nên những tình huống khó khăn hơn về sau.
Tương tự như nhiều nhà tư tưởng Trung Quốc khác, cách giải thích tư tưởng của ông luôn sử dụng sự nghịch biện, loại suy, sử dụng các câu nói từ trước, lặp lại, đối xứng, vần và chuỗi sự kiện lặp lại. Những đoạn văn được cho là của ông rất giống thơ và khó hiểu. Chúng được coi là những điểm khởi đầu cho sự suy xét về vũ trụ học hay quan sát nội tâm. Nhiều lý thuyết mĩ học trong nghệ thuật Trung Quốc bắt nguồn từ những ý tưởng của ông và người kế tục nổi tiếng nhất của ông là Trang Tử.
Ý tưởng về "Đạo" và sự tồn tại của 2 cực đối lập của Lão Tử khá tương đồng với triết thuyết của Heraclitus, triết gia Hy Lạp thế kỷ thứ 6 trước Công nguyên, và trường phái Khắc kỷ ở Hy Lạp-Roma.

## Những ảnh hưởng
Tác phẩm Đạo Đức Kinh của Lão Tử là một tác phẩm triết học kinh điển.
Trang Tử, người kế tục nổi tiếng nhất của Lão Tử, đã viết một cuốn sách có ảnh hưởng lớn tới giới trí thức Trung Quốc với các tư tưởng về chủ nghĩa cá nhân, tự do, sự thảnh thơi, và nghệ thuật, cuốn sách này có thể chính là nền tảng của Mỹ học Trung Quốc tuy tác giả không nói gì về điều đó.

## Danh ngôn
- Đạo sinh nhất, nhất sinh nhị, nhị sinh tam, tam sinh vạn vật.
- Người biết đủ, không bao giờ nhục (tri túc bất nhục).
- Lưới trời lồng lộng, thưa mà khó lọt (Thiên võng khôi khôi, sơ nhi bất thất).
- Thái cực sinh lưỡng nghi, lưỡng nghi sinh tứ tượng, tứ tượng sinh bát quái, bát quái sinh vạn vật...
- Tự biết mình là người sáng suốt. Thắng được người là có sức mạnh. Thắng được mình là kiên cường.
- Đạo khả Đạo phi thường Đạo. Danh khả danh phi thường danh.
- Người thuận theo đất, đất thuận theo trời, trời thuận theo Đạo, Đạo thuận theo tự nhiên. (đã dịch sang thuần Việt)
- "Hỗn độn thiên địa sơ khai chữ Đạo đứng đầu tất cả"
- "Trời đã có từ sớm. Đất cũng có từ sớm. Trời đất mãi mãi cùng tồn tại"(Thiên trường địa cửu)